# 広瀬藩

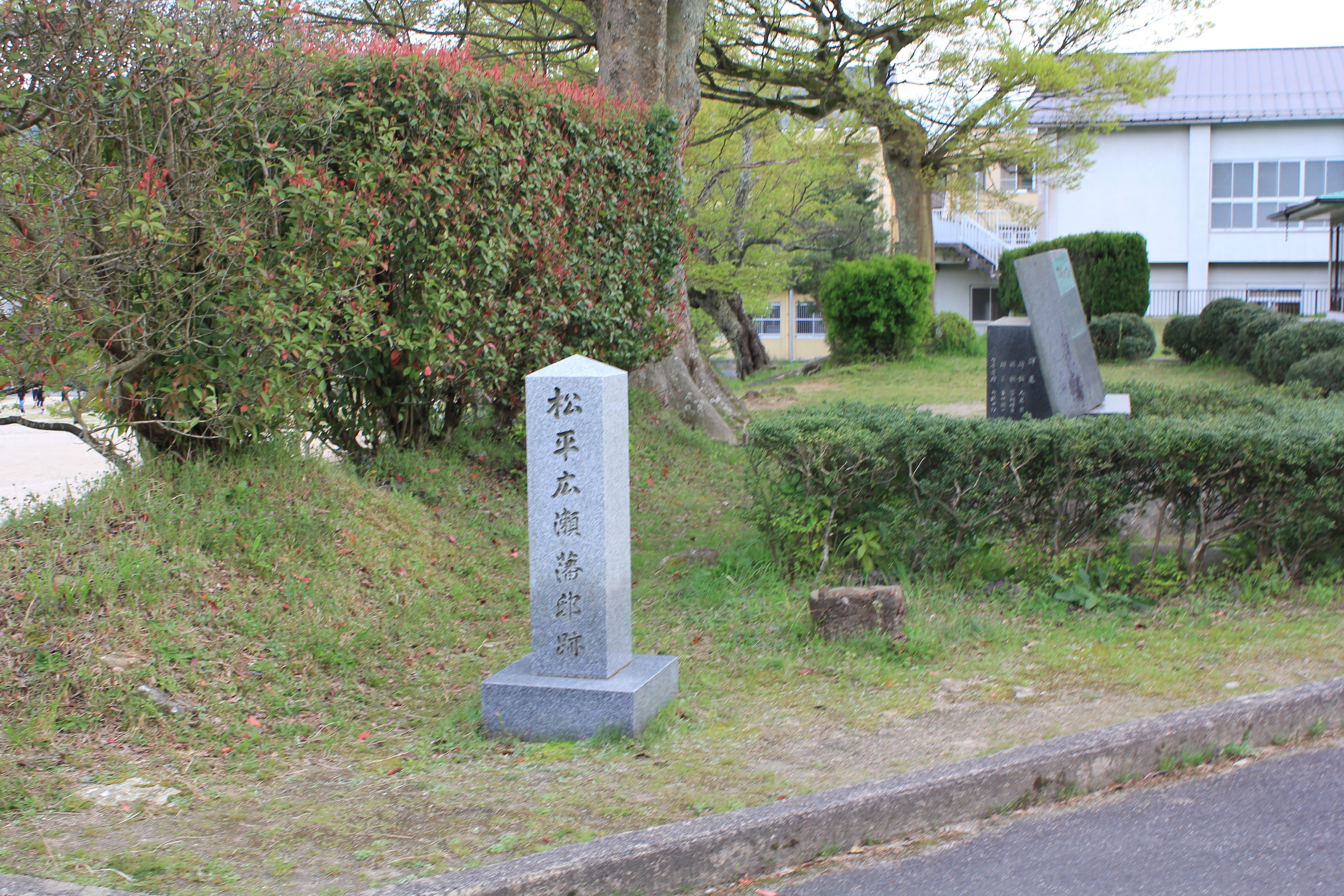
広瀬陣屋石碑

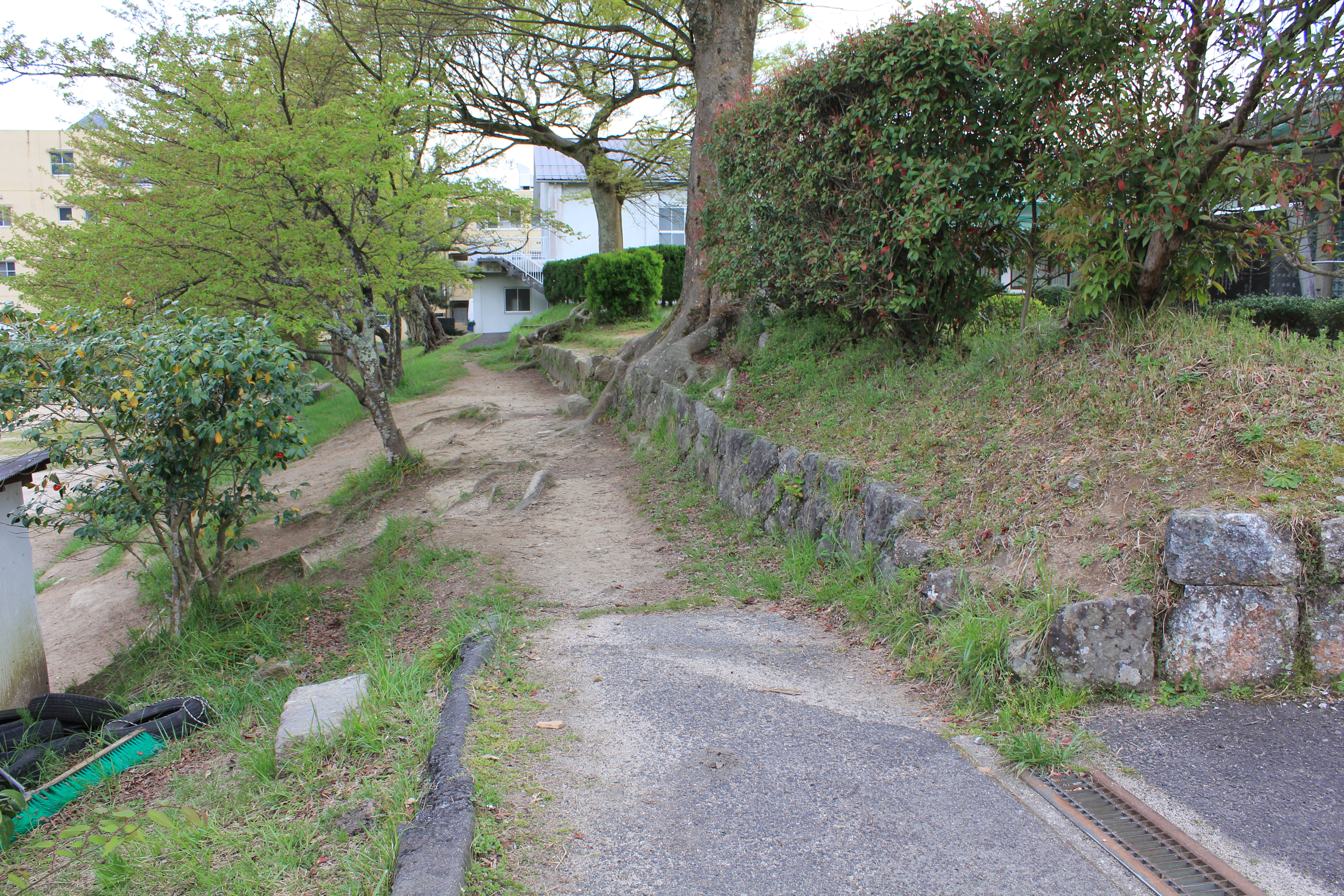
広瀬陣屋に残る、土塁と石垣

広瀬藩（ひろせはん）は、松平家時代初期から置かれた松江藩の支藩。かつての出雲の中心地だった、現在の安来市広瀬地区の広瀬陣屋に藩庁が置かれた。

## 概略
寛文6年（1666年）、松江藩主・松平直政の次男・近栄が3万石を分与され立藩した。天和2年（1682年）、近栄は越後騒動に荷担した罪から知行を半減されたが、貞享2年（1686年）に5千石、元禄7年（1694年）1万石を加増されて再び3万石となり、以後10代205年間在封した。嘉永3年（1850年）、8代・直寛は幕府公役の勤を評され、城主格となっている。
明治4年（1871年）、廃藩置県により広瀬県となり、同年松江県、母里県、浜田県の一部(隠岐地方)と合併して島根県になった。
藩主の松平家は明治2年に華族に列し、明治17年（1884年）に子爵を叙爵した。

## 歴代広瀬藩主
広瀬松平家
3万石→1万5千石→2万石→3万石　（1666年 - 1871年）
1. 近栄 3万石→1万5千石→2万石→3万石
2. 近時
3. 近朝
4. 近明
5. 近輝
6. 近貞
7. 直義
8. 直寛
9. 直諒
10. 直巳